# سمیونوفکا (شهرستان ایسیق‌کول)
سمیونوفکا (به لاتین: Semyonovka) یک منطقهٔ مسکونی در قرقیزستان است که در شهرستان ایسیق‌کول واقع شده‌است. سمیونوفکا ۲٬۶۷۶ نفر جمعیت دارد و ۱٬۷۵۶ متر بالاتر از سطح دریا واقع شده‌است.